# Flüssige Zubereitungen zum Einnehmen
Flüssige Zubereitungen zum Einnehmen sind laut der Monographie des Europäischen Arzneibuchs (Ph. Eur.) in der Regel Lösungen, Emulsionen oder Suspensionen, bei denen der Wirkstoff oder die Wirkstoffe in einem geeigneten Vehikel gelöst oder dispergiert sind. Die Zubereitungen sind für die perorale Anwendung vorgesehen.

## Vor- und Nachteile von flüssigen Zubereitungen zum Einnehmen
Die Vorteile von flüssigen Arzneiformen liegen in der erleichterten Einnahme, insbesondere bei älteren Patienten oder Kindern. Während ältere Patienten häufig Schluckbeschwerden haben, sind Kinder oft nicht in der Lage größere Volumina zu schlucken, wodurch die Einnahme von festen Arzneiformen wie Kapseln oder Tabletten erschwert ist. Zudem sind flüssige Arzneiformen flexibel dosierbar. Ein gravierender Nachteil ist die Anfälligkeit für mikrobielle Kontamination bei wässrigen Systemen und die eingeschränkte Lagerstabilität.

## Arzneiformen der Monographie
Neben den Lösungen, Emulsionen und Suspensionen werden in der Monographie noch die Arzneiformen Sirupe und Tropfen aufgeführt. Des Weiteren werden auch die festen Arzneiformen Pulver und Granulate genannt, die unmittelbar vor der Anwendung in die flüssigen Darreichungsformen Lösungen, Suspensionen, Tropfen oder Sirupe überführt werden. Beispielsweise werden bestimmte Antibiotika als Pulver (Trockensaft) aufgrund von Stabilitätsgründen wie Hydrolyse oder Sedimentation in den Verkehr gebracht. Durch Auffüllen von Wasser kurz vor der Einnahme entsteht dann die flüssige Applikationsform, in diesem Fall eine Suspension. Wichtig hierbei ist, dass sich der Arzneistoff homogen verteilt. Daher sollte das Behältnis vor jedem Gebrauch geschüttelt werden.
Lösungen bestehen aus dem Lösungsmittel (Vehikel), in dem Arznei- und Hilfsstoffe gelöst sind. Lösungen lassen sich je nach Größe der gelösten Teilchen in echte Lösungen oder kolloidale Lösungen einteilen. Bei echten Lösungen sind die Teilchen < 1 nm und damit in dem Lösungsmittel verteilt. Sie unterliegen der Brownschen Molekularbewegung und sind physikalisch stabil. Kolloidale Lösungen bestehen aus Teilchen im Größenbereich von 1–1000 nm. Beispiele hierfür sind Lösungen von Polymeren wie Stärke.
Suspensionen und Emulsionen sind grobdisperse Systeme mit einer Teilchengröße > 1000 nm. Sie sind physikalisch instabil. Dies äußert sich durch Sedimentationsvorgänge und dem Bestreben zur Phasentrennung. Suspensionen sind ein disperses System vom Typ fest-in-flüssig. Die äußere Phase stellt das Lösungsmittel dar, die innere Phase die darin verteilten, unlöslichen Arznei- und Hilfsstoffe. Suspensionen zeigen aufgrund des Dichteunterschieds zwischen der äußeren und inneren Phase und der Teilchengröße das Phänomen der Sedimentation gemäß dem Stokesschen Gesetz.
Emulsionen hingegen sind disperse Systeme des Typs flüssig-in-flüssig aus einer hydrophilen Phase (Wasser) und einer lipophilen Phase (Öl). Diese sind wegen der Grenzflächenspannung und das Vorliegen einer Phasengrenze nicht mischbar. Daher werden Emulsionen durch sogenannte Emulgatoren stabilisiert, die sich aufgrund ihrer amphiphilen Moleküleigenschaften an der Phasengrenze anlagern und somit zwischen beiden Phasen vermitteln. Je nachdem, in welcher Phase Wasser und Öl vorliegen, spricht man von einer Öl- in Wasser-Emulsion (O/W; äußere Phase Wasser) oder einer Wasser-in-Öl-Emulsion (W/O; äußere Phase Öl). Emulsionen zeigen aufgrund des Dichteunterschieds zwischen Wasser- und Öl-Aufrahmung und schlussendlich Phasentrennung (Gesetz nach Stokes).
Lösungen, Emulsionen oder Suspensionen können auch in Form von Tropfen verabreicht werden. Voraussetzung dafür ist eine geeignete Vorrichtung am Behältnis wie ein Tropfaufsatz oder eine Pipette. Sirupe sind wässrige Flüssigkeiten mit einer viskosen Konsistenz und einem süßen Geschmack. Es werden meist Saccharose, Polyole oder andere Süßungsmittel eingesetzt.

## Hilfsstoffe
Die Hilfsstoffe, die bei den flüssigen Zubereitungen zum Einnehmen eingesetzt werden, dienen einerseits der Stabilisierung der Zubereitung und andererseits zur Verbesserung des Geschmacks und des Aussehens.
Für Letzteres gilt der Einsatz von zugelassenen Farbstoffen und Geschmackskorrigenzien. Für die Stabilität der Zubereitungen werden unter anderem Konservierungsmittel, Emulgatoren, viskositätserhöhende Zusätze, Benetzungsmittel, Puffer und Substanzen zur Löslichkeitsverbesserung eingesetzt.